# Équipe de Hongrie de football au Championnat d'Europe 2024
Cet article relate le parcours de l'équipe de Hongrie de football lors du Championnat d'Europe de football 2024 qui a lieu du 14 juin au 14 juillet 2024 en Allemagne.
La Hongrie se qualifie pour la compétition en terminant 1re de son groupe éliminatoire, validant officiellement son billet pour l'Allemagne le 16 novembre 2023 à la suite d'un match nul à l'extérieur contre la Bulgarie (2-2),,.

## Qualifications
| Rang | Équipe     | Pts | J | G | N | P | Bp | Bc | Diff |  | Résultats (▼ dom., ► ext.) |     |     |     |     |     |
| ---- | ---------- | --- | - | - | - | - | -- | -- | ---- |  | -------------------------- | --- | --- | --- | --- | --- |
| 1    | Hongrie    | 18  | 8 | 5 | 3 | 0 | 16 | 7  | +9   |  | Hongrie                    |     | 2-1 | 3-1 | 2-0 | 3-0 |
| 2    | Serbie     | 14  | 8 | 4 | 2 | 2 | 15 | 9  | +6   |  | Serbie                     | 1-2 |     | 3-1 | 2-0 | 2-2 |
| 3    | Monténégro | 11  | 8 | 3 | 2 | 3 | 9  | 11 | -2   |  | Monténégro                 | 0-0 | 0-2 |     | 2-0 | 2-1 |
| 4    | Lituanie   | 6   | 8 | 1 | 3 | 4 | 8  | 14 | -6   |  | Lituanie                   | 2-2 | 1-3 | 2-2 |     | 1-1 |
| 5    | Bulgarie   | 4   | 8 | 0 | 4 | 4 | 7  | 14 | -7   |  | Bulgarie                   | 2-2 | 1-1 | 0-1 | 0-2 |     |

- Sélection directement qualifiée pour l'Euro 2024

## Matchs de préparation
| 22 mars 2024                      | Hongrie               | 1 - 0   | Turquie | Stade Ferenc-Puskás, Budapest                            |                                                          |
| 20h45 · Historique des rencontres | Szoboszlai 48e (pen.) | (0 - 0) |         | Spectateurs : 54 444 Arbitrage : Bartosz Frankowski (en) | Spectateurs : 54 444 Arbitrage : Bartosz Frankowski (en) |
| 20h45 · Historique des rencontres | Rapport               |         |         | Spectateurs : 54 444 Arbitrage : Bartosz Frankowski (en) | Spectateurs : 54 444 Arbitrage : Bartosz Frankowski (en) |

| 26 mars 2024                      | Hongrie                   | 2 - 0   | Kosovo | Stade Ferenc-Puskás, Budapest |                            |
| 20h45 · Historique des rencontres | Szoboszlai 58e · Nagy 86e | (0 - 0) |        | Arbitrage : Ovidiu Hațegan    | Arbitrage : Ovidiu Hațegan |
| 20h45 · Historique des rencontres | [ Rapport]                |         |        | Arbitrage : Ovidiu Hațegan    | Arbitrage : Ovidiu Hațegan |

| 4 juin 2024                       | République d'Irlande     | 2 - 1   | Hongrie  | Aviva Stadium, Dublin                         |                                               |
| 20h45 · Historique des rencontres | Idah 36e · Parrott 90+2e | (1 - 1) | 40e Lang | Spectateurs : 29 424 Arbitrage : Luís Godinho | Spectateurs : 29 424 Arbitrage : Luís Godinho |
| 20h45 · Historique des rencontres | Rapport                  |         |          | Spectateurs : 29 424 Arbitrage : Luís Godinho | Spectateurs : 29 424 Arbitrage : Luís Godinho |

| 8 juin 2024                       | Hongrie                    | 3 - 0   | Israël | Nagyerdei Stadion, Debrecen                      |                                                  |
| 18h00 · Historique des rencontres | Sallai 11e · Varga 19e 22e | (3 - 0) |        | Spectateurs : 19 900 Arbitrage : Cláudio Pereira | Spectateurs : 19 900 Arbitrage : Cláudio Pereira |
| 18h00 · Historique des rencontres | Rapport                    |         |        | Spectateurs : 19 900 Arbitrage : Cláudio Pereira | Spectateurs : 19 900 Arbitrage : Cláudio Pereira |

## Séjour et hébergement
Le camp de base de la Hongrie se situe dans la ville de Weiler-Simmerberg, en Bavière.

## Phase finale

### Effectif
Les âges et les sélections sont calculés au début de l'Euro 2024, le 14 juin 2024.
La Hongrie annonce son équipe finale de 26 joueurs le 14 mai 2024. Le sélectionneur Marco Rossi annonce cinq joueurs remplaçants en cas de blessure ou de retrait : Krisztián Lisztes, Attila Mocsi, Balázs Tóth, Zalán Vancsa et Bálint Vécsei.

### Premier tour
| v · m | Équipe    | Pts | J | G | N | P | Bp | Bc | Diff |
| ----- | --------- | --- | - | - | - | - | -- | -- | ---- |
| 1     | Allemagne | 7   | 3 | 2 | 1 | 0 | 8  | 2  | +6   |
| 2     | Suisse    | 5   | 3 | 1 | 2 | 0 | 5  | 3  | +2   |
| 3     | Hongrie   | 3   | 3 | 1 | 0 | 2 | 2  | 5  | -3   |
| 4     | Écosse    | 1   | 3 | 0 | 1 | 2 | 2  | 7  | -5   |

#### Hongrie - Suisse
| Match 2                 | Hongrie                 | 1 - 3   | Suisse                                                          | Stade de Cologne, Cologne                                                     |                                                                               |
| 15 juin 2024 15h00 CEST | ( Szoboszlai) Varga 66e | (0 - 2) | 15e Duah ( Aebischer) · 45e Aebischer ( Freuler) · 90+3e Embolo | Spectateurs : 41 676 Arbitrage : Slavko Vinčić Arbitre vidéo : Ned Kajtazovic | Spectateurs : 41 676 Arbitrage : Slavko Vinčić Arbitre vidéo : Ned Kajtazovic |
| 15 juin 2024 15h00 CEST | Szalai 69e · Fiola 88e  | Rapport | 5e Widmer · 59e Freuler                                         | Spectateurs : 41 676 Arbitrage : Slavko Vinčić Arbitre vidéo : Ned Kajtazovic | Spectateurs : 41 676 Arbitrage : Slavko Vinčić Arbitre vidéo : Ned Kajtazovic |

#### Allemagne - Hongrie
| Match 14                | Allemagne                                             | 2 - 0   | Hongrie                      | Stuttgart Arena, Stuttgart                                                                  |                                                                                             |
| 19 juin 2024 18h00 CEST | ( Gündoğan) Musiala 22e · ( Mittelstädt) Gündoğan 67e | (1 - 0) |                              | Spectateurs : 54 000 Arbitrage : Ivan Kruzliak (en) Arbitre vidéo : Tomasz Kwiatkowski (en) | Spectateurs : 54 000 Arbitrage : Ivan Kruzliak (en) Arbitre vidéo : Tomasz Kwiatkowski (en) |
| 19 juin 2024 18h00 CEST | Rüdiger 27e · Mittelstädt 89e                         | Rapport | 22e Varga · 90+3e Szoboszlai | Spectateurs : 54 000 Arbitrage : Ivan Kruzliak (en) Arbitre vidéo : Tomasz Kwiatkowski (en) | Spectateurs : 54 000 Arbitrage : Ivan Kruzliak (en) Arbitre vidéo : Tomasz Kwiatkowski (en) |

#### Écosse - Hongrie
| Match 26                 | Écosse        | 0 - 1   | Hongrie                                                                  | Stuttgart Arena, Stuttgart                                                                   |                                                                                              |
| 23 juin 2024 21 h 0 CEST |               | (0 - 0) | 90+10e Csoboth ( Sallai)                                                 | Spectateurs : 54 000 Arbitrage : Facundo Tello Arbitre vidéo : Alejandro Hernández Hernández | Spectateurs : 54 000 Arbitrage : Facundo Tello Arbitre vidéo : Alejandro Hernández Hernández |
| 23 juin 2024 21 h 0 CEST | McTominay 50e | Rapport | 18e Styles · 26e Orban · 44e Schäfer · 75e Kleinheisler · 90+11e Csoboth | Spectateurs : 54 000 Arbitrage : Facundo Tello Arbitre vidéo : Alejandro Hernández Hernández | Spectateurs : 54 000 Arbitrage : Facundo Tello Arbitre vidéo : Alejandro Hernández Hernández |

Le 23 juin 2024, lors de la troisième journée contre l'Écosse remportée dans les tout derniers instants, le match est marqué par un incident à 20 minutes de la fin du match : l'attaquant hongrois Barnabás Varga et l'arrière latéral écossais Anthony Ralston sont percutés à la 69e minute par le gardien de la Tartan Army Angus Gunn lors d'une sortie aérienne. Barnabás Varga reçoit le coude du gardien dans la tête, et, après avoir chuté, il est mis en position latérale de sécurité, couvert d'un drap par ses coéquipiers puis est évacué sur civière,. Dans la soirée de l'incident, la Fédération hongroise de football indique que l'attaquant a eu « plusieurs os du visage brisés» et a subi une « commotion cérébrale » mais qu'il est dans un état stable.

## Statistiques

### Temps de jeu
| N°         | Joueur              |          |          |          | TT       | But inscrit | Passe décisive | MJ       | MT       | Légende |
| ---------- | ------------------- | -------- | -------- | -------- | -------- | ----------- | -------------- | -------- | -------- | --- |
| Gardiens   | Gardiens            | Gardiens | Gardiens | Gardiens | Gardiens | Gardiens    | Gardiens       | Gardiens | Gardiens | Abréviations et symboles : TT : Total de minutes jouées MJ : Nombre de matchs joués MT : Matchs joués en tant que titulaire : but : passe décisive : joueur entré : joueur remplacé : capitaine : carton jaune : carton rouge |
| 1          | Péter Gulácsi       | 90       | 90       | 90       | 270      | -           | -              | 3        | 3        | Abréviations et symboles : TT : Total de minutes jouées MJ : Nombre de matchs joués MT : Matchs joués en tant que titulaire : but : passe décisive : joueur entré : joueur remplacé : capitaine : carton jaune : carton rouge |
| 12         | Dénes Dibusz        | -        | -        | -        | -        | -           | -              | -        | -        | Abréviations et symboles : TT : Total de minutes jouées MJ : Nombre de matchs joués MT : Matchs joués en tant que titulaire : but : passe décisive : joueur entré : joueur remplacé : capitaine : carton jaune : carton rouge |
| 22         | Péter Szappanos     | -        | -        | -        | -        | -           | -              | -        | -        | Abréviations et symboles : TT : Total de minutes jouées MJ : Nombre de matchs joués MT : Matchs joués en tant que titulaire : but : passe décisive : joueur entré : joueur remplacé : capitaine : carton jaune : carton rouge |
| Défenseurs |                     |          |          |          |          |             |                |          |          | Abréviations et symboles : TT : Total de minutes jouées MJ : Nombre de matchs joués MT : Matchs joués en tant que titulaire : but : passe décisive : joueur entré : joueur remplacé : capitaine : carton jaune : carton rouge |
| 2          | Ádám Lang           | 46       | -        | -        | 46       | -           | -              | 1        | 1        | Abréviations et symboles : TT : Total de minutes jouées MJ : Nombre de matchs joués MT : Matchs joués en tant que titulaire : but : passe décisive : joueur entré : joueur remplacé : capitaine : carton jaune : carton rouge |
| 3          | Botond Balogh       | -        | -        | -        | -        | -           | -              | -        | -        | Abréviations et symboles : TT : Total de minutes jouées MJ : Nombre de matchs joués MT : Matchs joués en tant que titulaire : but : passe décisive : joueur entré : joueur remplacé : capitaine : carton jaune : carton rouge |
| 4          | Attila Szalai       | 79       | -        | 16       | 95       | -           | -              | 2        | 1        | Abréviations et symboles : TT : Total de minutes jouées MJ : Nombre de matchs joués MT : Matchs joués en tant que titulaire : but : passe décisive : joueur entré : joueur remplacé : capitaine : carton jaune : carton rouge |
| 5          | Attila Fiola        | 90       | 90       | -        | 180      | -           | -              | 2        | 2        | Abréviations et symboles : TT : Total de minutes jouées MJ : Nombre de matchs joués MT : Matchs joués en tant que titulaire : but : passe décisive : joueur entré : joueur remplacé : capitaine : carton jaune : carton rouge |
| 6          | Willi Orban         | 90       | 90       | 90       | 270      | -           | -              | 3        | 3        | Abréviations et symboles : TT : Total de minutes jouées MJ : Nombre de matchs joués MT : Matchs joués en tant que titulaire : but : passe décisive : joueur entré : joueur remplacé : capitaine : carton jaune : carton rouge |
| 21         | Endre Botka         | -        | -        | 90       | 90       | -           | -              | 1        | 1        | Abréviations et symboles : TT : Total de minutes jouées MJ : Nombre de matchs joués MT : Matchs joués en tant que titulaire : but : passe décisive : joueur entré : joueur remplacé : capitaine : carton jaune : carton rouge |
| 24         | Márton Dárdai       | 11       | 90       | 74       | 175      | -           | -              | 3        | 2        | Abréviations et symboles : TT : Total de minutes jouées MJ : Nombre de matchs joués MT : Matchs joués en tant que titulaire : but : passe décisive : joueur entré : joueur remplacé : capitaine : carton jaune : carton rouge |
| Milieux    |                     |          |          |          |          |             |                |          |          | Abréviations et symboles : TT : Total de minutes jouées MJ : Nombre de matchs joués MT : Matchs joués en tant que titulaire : but : passe décisive : joueur entré : joueur remplacé : capitaine : carton jaune : carton rouge |
| 7          | Loïc Nego           | -        | -        | -        | -        | -           | -              | -        | -        | Abréviations et symboles : TT : Total de minutes jouées MJ : Nombre de matchs joués MT : Matchs joués en tant que titulaire : but : passe décisive : joueur entré : joueur remplacé : capitaine : carton jaune : carton rouge |
| 8          | Ádám Nagy           | 66       | 64       | 29       | 159      | -           | -              | 3        | 2        | Abréviations et symboles : TT : Total de minutes jouées MJ : Nombre de matchs joués MT : Matchs joués en tant que titulaire : but : passe décisive : joueur entré : joueur remplacé : capitaine : carton jaune : carton rouge |
| 11         | Milos Kerkez        | 79       | 75       | 86       | 240      | -           | -              | 3        | 3        | Abréviations et symboles : TT : Total de minutes jouées MJ : Nombre de matchs joués MT : Matchs joués en tant que titulaire : but : passe décisive : joueur entré : joueur remplacé : capitaine : carton jaune : carton rouge |
| 13         | András Schäfer      | 90       | 90       | 90       | 270      | -           | -              | 3        | 3        | Abréviations et symboles : TT : Total de minutes jouées MJ : Nombre de matchs joués MT : Matchs joués en tant que titulaire : but : passe décisive : joueur entré : joueur remplacé : capitaine : carton jaune : carton rouge |
| 14         | Bendegúz Bolla      | 46       | 75       | 86       | 145      | -           | -              | 3        | 2        | Abréviations et symboles : TT : Total de minutes jouées MJ : Nombre de matchs joués MT : Matchs joués en tant que titulaire : but : passe décisive : joueur entré : joueur remplacé : capitaine : carton jaune : carton rouge |
| 15         | László Kleinheisler | 23       | 26       | -        | 49       | -           | -              | 2        | 0        | Abréviations et symboles : TT : Total de minutes jouées MJ : Nombre de matchs joués MT : Matchs joués en tant que titulaire : but : passe décisive : joueur entré : joueur remplacé : capitaine : carton jaune : carton rouge |
| 17         | Callum Styles       | -        | -        | 29       | 29       | -           | -              | 1        | 0        | Abréviations et symboles : TT : Total de minutes jouées MJ : Nombre de matchs joués MT : Matchs joués en tant que titulaire : but : passe décisive : joueur entré : joueur remplacé : capitaine : carton jaune : carton rouge |
| 18         | Zsolt Nagy          | -        | 15       | 4        | 19       | -           | -              | 2        | 0        | Abréviations et symboles : TT : Total de minutes jouées MJ : Nombre de matchs joués MT : Matchs joués en tant que titulaire : but : passe décisive : joueur entré : joueur remplacé : capitaine : carton jaune : carton rouge |
| 26         | Mihály Kata         | -        | -        | -        | -        | -           | -              | -        | -        | Abréviations et symboles : TT : Total de minutes jouées MJ : Nombre de matchs joués MT : Matchs joués en tant que titulaire : but : passe décisive : joueur entré : joueur remplacé : capitaine : carton jaune : carton rouge |
| Attaquants |                     |          |          |          |          |             |                |          |          | Abréviations et symboles : TT : Total de minutes jouées MJ : Nombre de matchs joués MT : Matchs joués en tant que titulaire : but : passe décisive : joueur entré : joueur remplacé : capitaine : carton jaune : carton rouge |
| 9          | Martin Ádám         | 11       | 15       | 16       | 42       | -           | -              | 3        | 0        | Abréviations et symboles : TT : Total de minutes jouées MJ : Nombre de matchs joués MT : Matchs joués en tant que titulaire : but : passe décisive : joueur entré : joueur remplacé : capitaine : carton jaune : carton rouge |
| 10         | Dominik Szoboszlai  | 90       | 90       | 90       | 270      | -           | 1              | 3        | 3        | Abréviations et symboles : TT : Total de minutes jouées MJ : Nombre de matchs joués MT : Matchs joués en tant que titulaire : but : passe décisive : joueur entré : joueur remplacé : capitaine : carton jaune : carton rouge |
| 16         | Dániel Gazdag       | -        | 3        | -        | 3        | -           | -              | 1        | 0        | Abréviations et symboles : TT : Total de minutes jouées MJ : Nombre de matchs joués MT : Matchs joués en tant que titulaire : but : passe décisive : joueur entré : joueur remplacé : capitaine : carton jaune : carton rouge |
| 19         | Barnabás Varga      | 90       | 87       | 74       | 251      | 1           | -              | 3        | 3        | Abréviations et symboles : TT : Total de minutes jouées MJ : Nombre de matchs joués MT : Matchs joués en tant que titulaire : but : passe décisive : joueur entré : joueur remplacé : capitaine : carton jaune : carton rouge |
| 20         | Roland Sallai       | 90       | 87       | 90       | 267      | -           | 1              | 3        | 3        | Abréviations et symboles : TT : Total de minutes jouées MJ : Nombre de matchs joués MT : Matchs joués en tant que titulaire : but : passe décisive : joueur entré : joueur remplacé : capitaine : carton jaune : carton rouge |
| 23         | Kevin Csoboth       | -        | 3        | 4        | 7        | 1           | -              | 2        | 0        | Abréviations et symboles : TT : Total de minutes jouées MJ : Nombre de matchs joués MT : Matchs joués en tant que titulaire : but : passe décisive : joueur entré : joueur remplacé : capitaine : carton jaune : carton rouge |
| 25         | Krisztofer Horváth  | -        | -        | -        | -        | -           | -              | -        | -        | Abréviations et symboles : TT : Total de minutes jouées MJ : Nombre de matchs joués MT : Matchs joués en tant que titulaire : but : passe décisive : joueur entré : joueur remplacé : capitaine : carton jaune : carton rouge |

| Buts | Joueurs        | Adversaires |
| ---- | -------------- | ----------- |
| 1    | Kevin Csoboth  | Écosse      |
| 1    | Barnabás Varga | Suisse      |

| Passes | Joueurs            | Adversaires |
| ------ | ------------------ | ----------- |
| 1      | Roland Sallai      | Écosse      |
| 1      | Dominik Szoboszlai | Suisse      |